# Jan Bontjes van Beek
Jan Bontjes van Beek (Vejle, 18 gennaio 1899 – Berlino, 5 settembre 1969) è stato un ceramista e scultore olandese naturalizzato tedesco.

## Biografia
Tra il 1905 e il 1915 frequentò la scuola elementare e il liceo di Uerdingen. Divenne cittadino tedesco nel 1907. Tra il 1915 e il 1919, lavorò come volontario nella Kaiserliche Marine. Dopo il servizio volontario trascorse diversi mesi lavorando nel circolo culturale di Fischerhude e Worpswede, dove conobbe artisti e scultori come Heinrich Vogeler, Otto Modersohn, Bernhard Hoetger e Hans Heinz Stuckenschmidt. Nel 1920 conobbe e sposò la ballerina Olga Breling, figlia dell'artista Heinrich Breling. La coppia ebbe tre figli: Cato (nata nel 1920), Mietje (nata nel 1922) e Tim (nato nel 1925).
Dopo aver completato la formazione come ceramista a Undenheim dal 1921 al 1922, si perfezionò all'Istituto Seger di Berlino, l'ex istituto di ricerca chimica e tecnica della Regia manifattura di porcellane di Berlino, intitolato al chimico Hermann August Seger. Con la cognata, la scultrice Amelie Breling, fondarono un laboratorio di ceramica a Fischerhude nel 1922. Dopo diversi soggiorni all'estero per studiare a Parigi e Praga, nel 1932 lavorò su commissione dell'architetto Fritz Höger a Velten, vicino Berlino, per produrre ceramiche per la nuova chiesa di Hohenzollernplatz a Wilmersdorf.
Il secondo matrimonio fu con l'architetta Rahel Maria Weisbach, nel 1933. Insieme fondarono nello stesso anno uno studio di ceramica a Charlottenburg. Con Rahel ebbe altri quattro figli: la regista Digne Meller Marcovicz, Jan-Barent, Sebastian e Julia Schmidt-Ott.
Il 20 settembre 1942 la figlia Cato Bontjes van Beek fu arrestata dall'Abwehr perché sospettata di far parte del gruppo di resistenza tedesco Orchestra Rossa. Secondo la tradizione tedesca dello Sippenhaft, che prevedeva che i membri della famiglia condividessero la responsabilità del crimine, fu arrestato anche Jan Bontjes van Beek. Il 18 gennaio 1943, Cato fu giudicata colpevole dal Reichskriegsgericht  per concorso in alto tradimento e condannata a morte. L'appello di clemenza della ventiduenne fu rifiutato personalmente da Adolf Hitler e, sebbene il tribunale stesso avesse suggerito il rinvio, fu ghigliottinata il 5 agosto 1943 nella prigione di Plötzensee. Jan fu rilasciato dopo tre mesi di carcere per mancanza di prove, fu arruolato nella Wehrmacht nel 1944 e impiegato sul fronte orientale. Nel 1945 fu fatto prigioniero dai sovietici.
Dopo essere sopravvissuto alla guerra intraprese la carriera accademica, inizialmente come docente di ceramica presso l'Università delle Belle Arti di Berlino. Nel 1947 fu nominato direttore dell'Accademia d'Arte Weißensee di Berlino, carica che ricoprì fino al 1950. Nel 1950, insieme ad Alfred Ungewiß, fondò uno stabilimento di produzione di ceramiche nel villaggio di Dehme, vicino a Bad Oeynhausen. Dal 1953 al 1967 fu consulente per la produzione di nuovi pezzi nella sua sede di Dehme.
Nel 1960, fu promosso professore di ceramica presso l'Università di Belle Arti di Amburgo e direttore del corso di ceramica, posizione che mantenne fino al 1966. Dal 1964 fu membro dell'Accademia delle Arti di Berlino. Nel 1965 entrò a far parte dell'Accademia Internazionale della Ceramica (L'Académie Internationale de la Céramique) di Ginevra e nello stesso anno vinse il Grand Art Prize del Berliner Kunstpreis.

## Mostre
- 1935 Grassi Museum di Lipsia;[9]
- 1936 Leicester Galleries di Londra, insieme a Henry Moore;[10]
- 1946 Partecipazione alla mostra presso la Gerd Rosen Gallery di Berlino;
- 1964 Museum für Kunst und Gewerbe di Amburgo;
- 1978 Akademie der Künste di Berlino;
- 1999 Museo delle Arti Applicate di Gera e Palazzo Charlottenburg (Museo della Ceramica di Berlino).

## Onorificenze e premi
- 1938 Medaglia d'oro alla Triennale di Milano;[11]
- 1962 Medaglia d'argento nella 3ª Mostra Internazionale della Ceramica;
- 1963 Premio dell'Autorità culturale della Città libera e anseatica di Amburgo;
- 1965 Kunstpreis Berlin di Berlino.